# Phoenix (banda)
Phoenix es un grupo de indie rock francés formada en Versalles, Francia a finales de la década de los 90. La agrupación conformada por Thomas Mars          (voz) , Deck d'Arcy, (bajo y teclados) y los hermanos Laurent Brancowitz y Christian Mazzalai (guitarras y teclados) son considerados, junto con Daft Punk, como uno de los mayores exponentes de la escena musical francesa de las últimas tres décadas,  lo que los ha llevado a consolidarse como una de las bandas de más exitosas y reconocidas del país galo en el mundo. Hasta la fecha, Phoenix ha publicado siete álbumes de estudio.

## Historia

### Formación y debut
Los tres miembros fundadores de la banda se conocieron en un colegio de su ciudad natal Chesnay, una pequeña comuna francesa cerca de Versalles en la región de Isla de Francia . D'Arcy y Thomas Mars fueron los primeros en entablar una amistad, misma que los llevó a crear música juntos desde temprana edad. Poco después Christian Mazzlai conoció al joven dúo,  con quienes congenió inmediatamente debido al mutuo interés que compartían por la música.
En 1991 el trio coincidió de nuevo en el instituto Hoche, donde también estudiaron Jean-Benoît Dunckel y Nicolas Godin fundadores del dúo de música electrónica Air , y deciden formar oficialmente una banda.  Cuatro años más tarde Laurent Brancowitz, hermano menor de Christian, se integró a la agrupación después de la disolución de su otro proyecto, Darlin', el cual había fundado junto con sus amigos Guy-Manuel de Homem-Christo y Thomas Bangalter y cuya ruptura dio pie a la formación de dos de los grandes iconos del movimiento French Touch, Phoenix y Daft Punk. Con Laurent en la band, la agrupación estaría completa y en 1997 adoptaría el nombre de Phoenix.
Phoenix empezó haciendo un remix del sencillo "Kelly Watch the Stars" de Air. Se volvieron rápidamente un éxito "underground" gracias al sonido loungy/mellow y sin pretensiones de su álbum del 2000 United.

### Éxito en el extranjero
United es una mezcla de rock, soul, funk y música electrónica, publicado en mayo de 2000.

Antes de su lanzamiento, los títulos se distribuyeron en los Estados Unidos, Europa y especialmente en Inglaterra. If I ever feel better fue un gran éxito en Gran Bretaña y permitió a Phoenix ser conocido por el público en general. El grupo viajó a festivales de todo el mundo y se convirtió en uno de los proponentes de la rama del rock del toque francés.

### 2000-2006: Giras internacionales
Su más grande éxito, "Too Young" (parte de la película de los hermanos Farrelly Shallow Hal y Lost in Translation de Sofia Coppola) propulsó el álbum con la suficiente fuerza para lograr un contrato para un segundo disco en 2004: Alphabetical.

Dicho álbum trajo a la banda éxito comercial moderado, teniendo sencillos como "Everything is Everything" y "Run Run Run" en buenas posiciones en las listas de popularidad.

Después de la salida de Alphabetical, el grupo salió de gira mundial, tocando 150 fechas a lo largo de 3 continentes. A dicha gira siguió la salida del álbum en vivo LIVE! ThirtyDaysAgo, lanzado al mercado 30 días después del término de la gira.

Algún tiempo después viajaron a Berlín en el verano de 2005 para establecerse en los estudios Planet Roc y producir lo que sería su tercer álbum "It's Never Been Like That". Para promocionar la salida de este material, se embarcaron en una gira masiva a lo largo de Estados Unidos y Europa en abril del 2006.

### 2006-2011: Reconocimiento mundial

#### Wolfgang Amadeus Phoenix
Este nuevo álbum fue lanzado el 25 de mayo de 2009. Producido y mezclado en parte por Philippe Cerboneschi alias Zdar del grupo Cassius, quien comenzó prestándoles su estudio de grabación, para luego proporcionarles muchos consejos, organizar y apoyar la pista "Fences".
"1901" es el primer sencillo del álbum, se ofreció como una descarga gratuita en la web de la banda el 23 de febrero de 2009. Esta canción junto con "Lisztomanía" fueron mostradas para que los aficionados pudieran ver el tono principal del álbum.

#### Promoción en las principales cadenas de Estados Unidos
En plena promoción de su nuevo disco, el grupo Phoenix fue recibido como invitado musical en el programa Saturday Night Live de NBC el 4 de abril de 2009 (el invitado principal de la noche era Seth Rogen) Tocaron "Lisztomania", "1901" y "Too young". Esta fue la primera vez en la historia en la que el invitado musical de este programa es de origen francés.

Lisztomania sonó después en el set de Jimmy Kimmel a finales junio del 2009. El 10 de octubre de 2009, el grupo fue invitado de nuevo a la televisión estadounidense en la emisión de The Late Late Show with Craig Ferguson de la CBS. Una vez más, el 15 de septiembre de 2009 se les invitó a tocar "1901" para el público de la nueva emisión de Conan O'Brien, The Tonight Show en la NBC. También fueron los invitados musicales de Late Show with David Letterman donde interpretaron "1901".

El 25 de septiembre estuvieron en Late Night with Jimmy Fallon. Y el 20 de abril de 2010, participaron en Tonight Show con Jay Leno en la NBC.

#### Ganadores del Grammy
Por su álbum Wolfgang Amadeus’, Phoenix recibió el Premio Grammy en la categoría al mejor álbum de música alternativa.

### 2011-2013: Evolución y años de estudio
Phoenix está de vuelta en el estudio en Nueva York en 2011, después en París en el 2012 para grabar el álbum "Bankrupt" que finalmente fue publicado el 22 de abril de 2013. El primer sencillo del álbum es "Entertainment" y fue lanzado el 19 de febrero.

Fue en enero de 2013 cuando dieron a conocer el título de su nuevo disco, a través de un video promocional. Bankrupt! debutó en número 4 del Billboard 200 desprendiéndose sencillos como "Entertainment" y "Trying to Be Cool". El álbum contó con la producción de Philippe Zdar, integrante de la banda francesa Cassius.

## Miembros

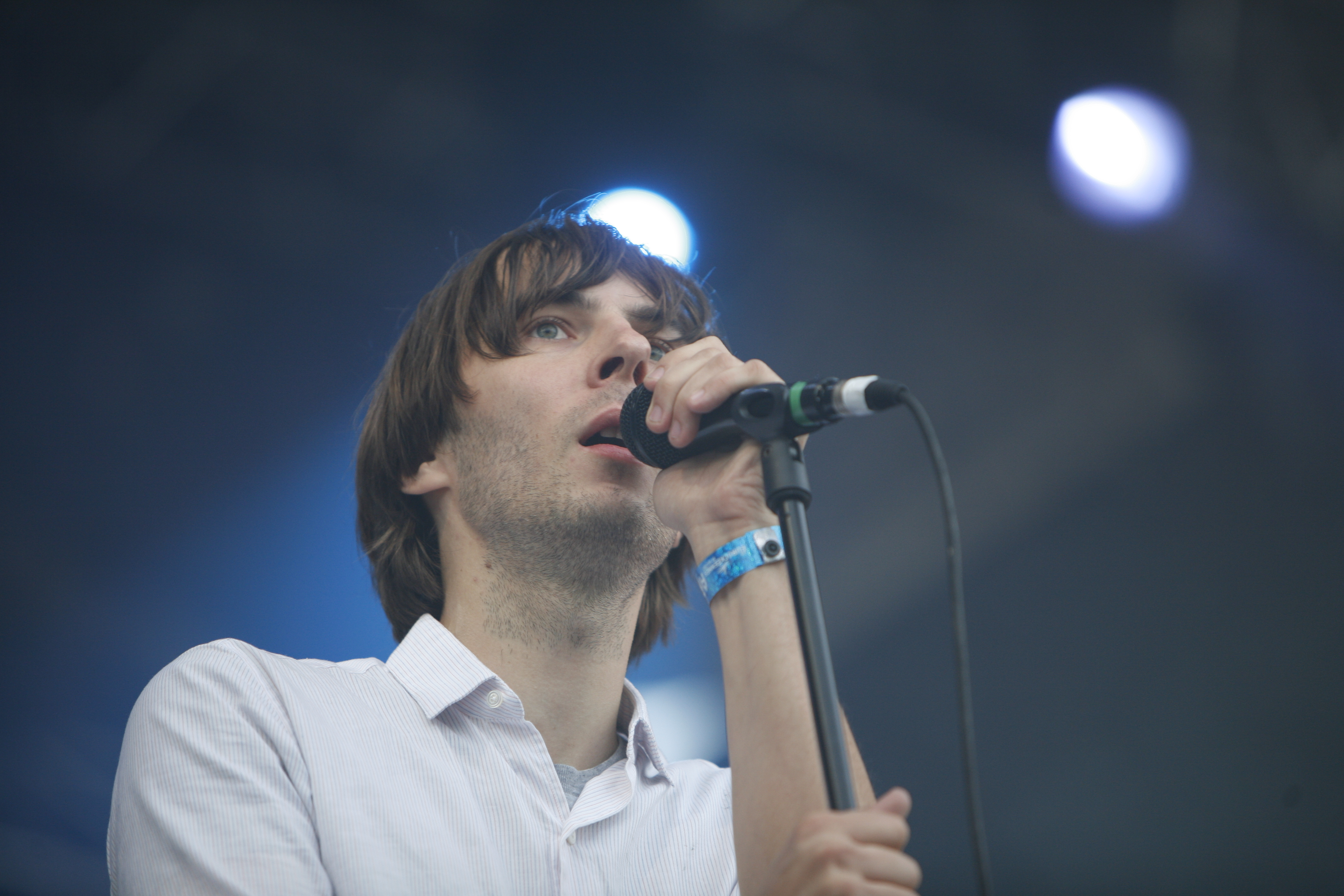
Thomas Mars – Cantante
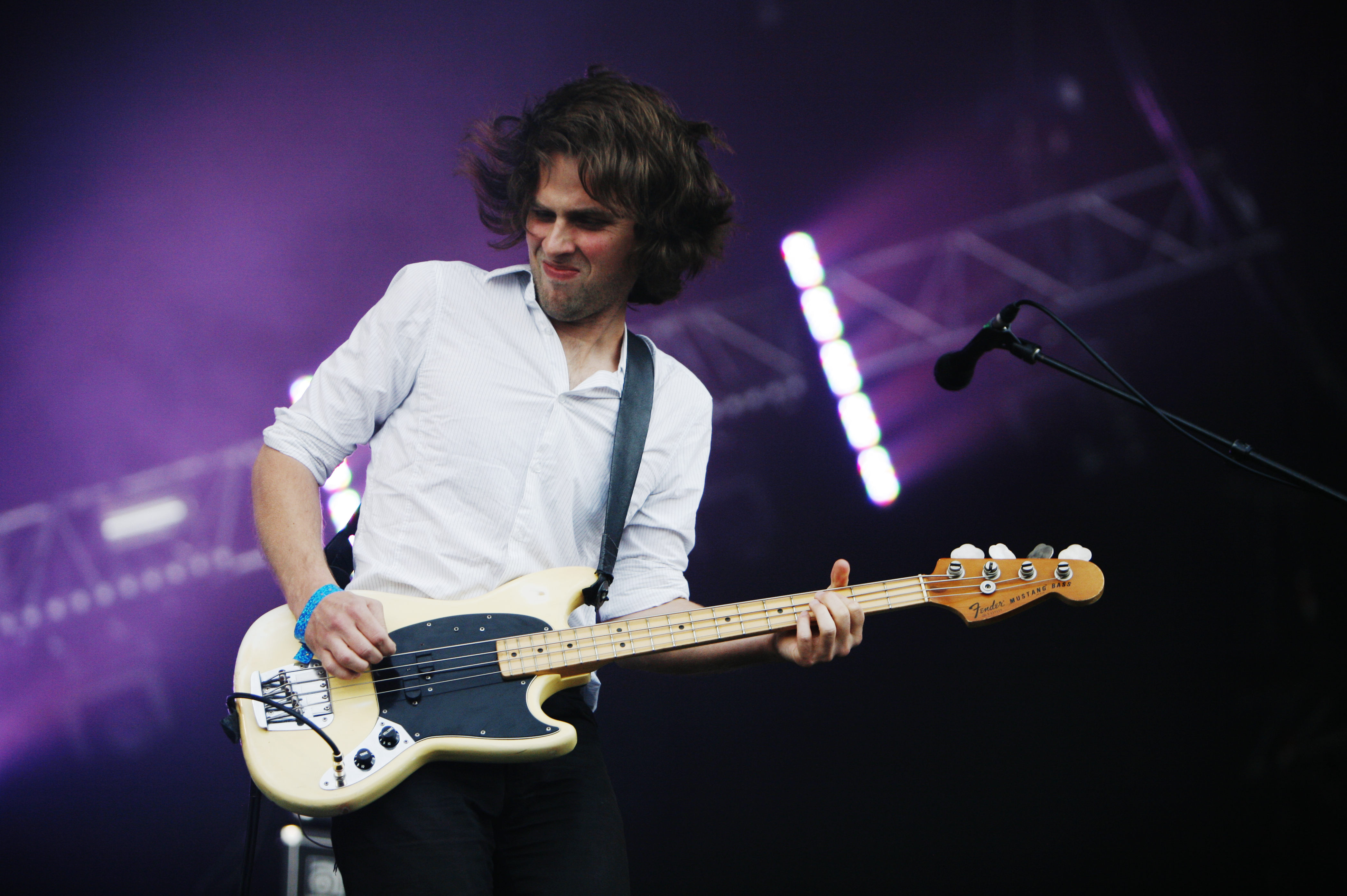
Deck D'Arcy – Bajo
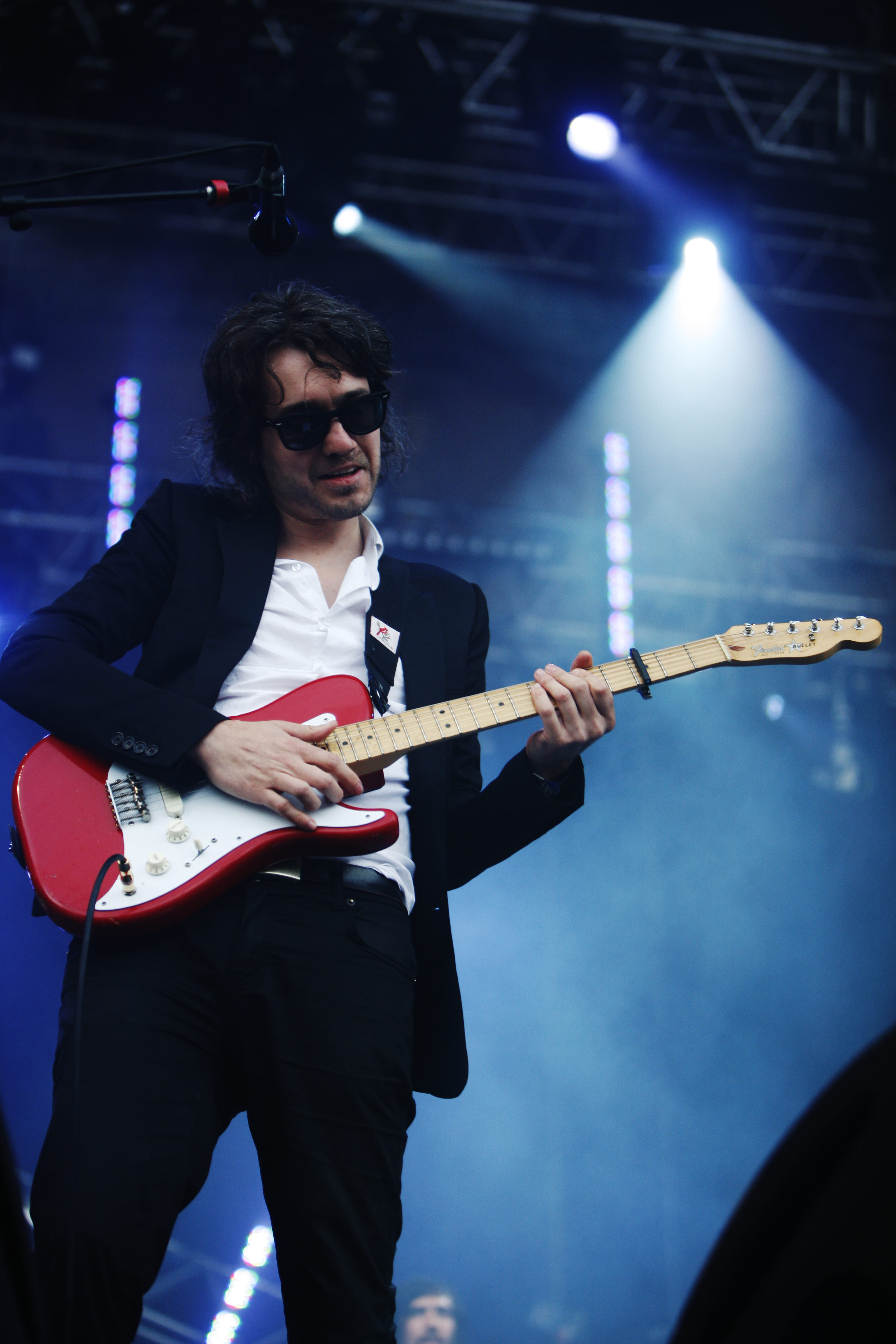
Laurent Brancowitz – Guitarra
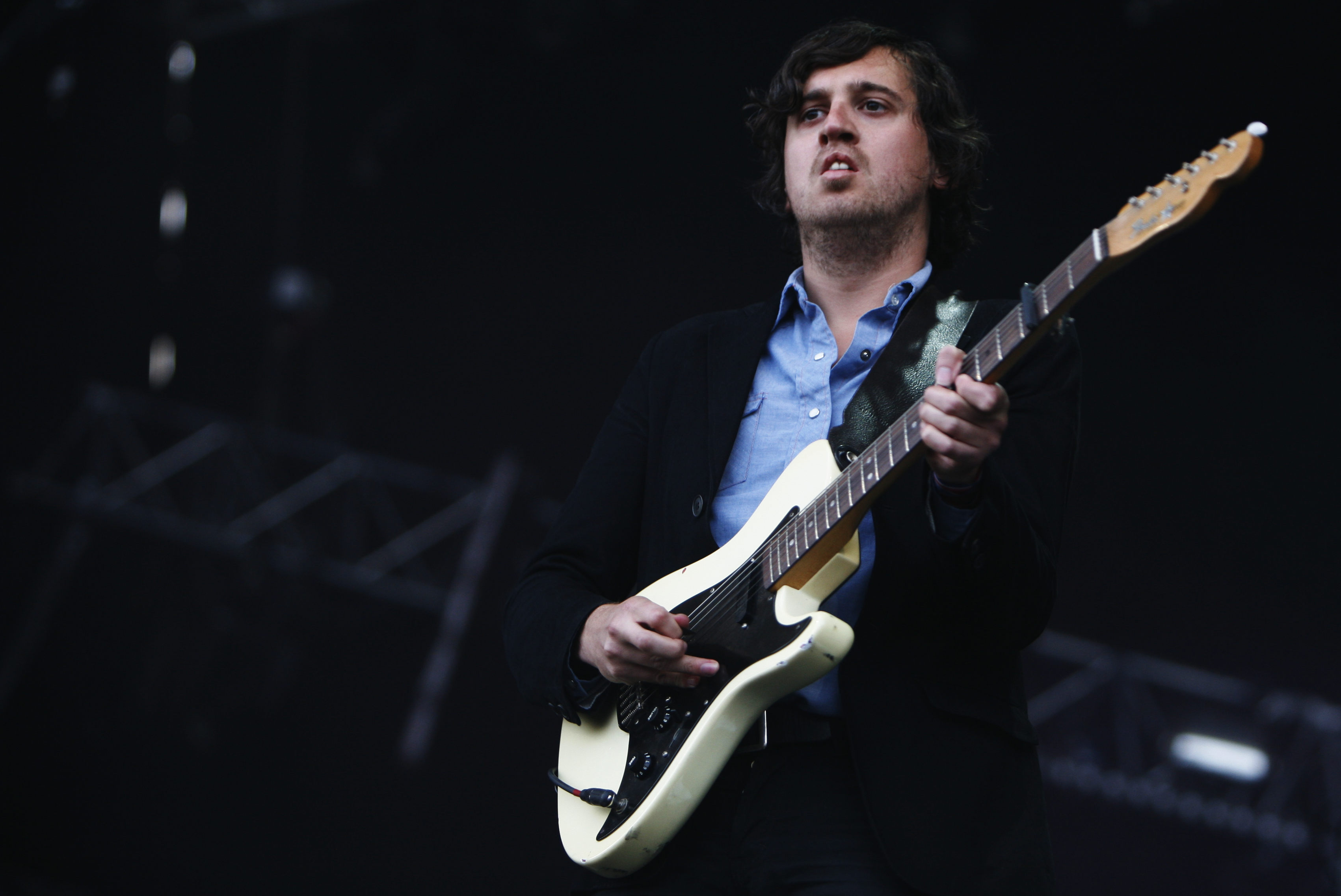
Christian Mazzalai – Guitarra

## Discografía

### Álbumes de estudio
| Año  | Datos del álbum | Mejores posiciones en listas | Mejores posiciones en listas | Mejores posiciones en listas | Mejores posiciones en listas | Mejores posiciones en listas | Mejores posiciones en listas | Mejores posiciones en listas | Mejores posiciones en listas | Mejores posiciones en listas | Mejores posiciones en listas | Mejores posiciones en listas | Mejores posiciones en listas | Mejores posiciones en listas | Certificaciones                      |
| Año  | Datos del álbum | FRA                          | ALE                          | AUS                          | AUT                          | CAN                          | BEL (Fla)                    | BEL (Val)                    | IRL                          | NOR                          | SUE                          | SUI                          | UK                           | EE. UU.                      | Certificaciones                      |
| ---- | --- | ---------------------------- | ---------------------------- | ---------------------------- | ---------------------------- | ---------------------------- | ---------------------------- | ---------------------------- | ---------------------------- | ---------------------------- | ---------------------------- | ---------------------------- | ---------------------------- | ---------------------------- | ------------------------------------ |
| 2000 | United - Lanzamiento: 12 de junio de 2000 - Discográfica: EMI, Source, Astralwerks                                           | 90                           | —                            | —                            | —                            | —                            | —                            | —                            | —                            | 37                           | —                            | —                            | —                            | —                            |                                      |
| 2004 | Alphabetical - Lanzamiento: 29 de marzo de 2004 - Discográfica: EMI, Source, Astralwerks                                     | 41                           | 68                           | —                            | —                            | —                            | 46                           | 41                           | —                            | 4                            | 11                           | —                            | —                            | —                            |                                      |
| 2006 | It's Never Been Like That - Lanzamiento: 15 de mayo de 2006 - Discográfica: EMI, Source, Astralwerks                         | 34                           | 41                           | 81                           | 74                           | —                            | 86                           | 89                           | —                            | 14                           | 18                           | 66                           | 108                          | —                            |                                      |
| 2009 | Wolfgang Amadeus Phoenix - Lanzamiento: 25 de mayo de 2009 - Discográfica: Cooperative Music, Glassnote, V2 Records, Loyauté | 14                           | 18                           | 13                           | 66                           | 19                           | 27                           | 22                           | 64                           | 39                           | 34                           | 23                           | 54                           | 37                           | - AUS: Oro - CAN: Oro - EE. UU.: Oro |
| 2013 | Bankrupt! - Lanzamiento: 22 de abril de 2013 - Discográfica: Glassnote, Loyauté                                              | 3                            | 18                           | 5                            | 31                           | 4                            | 21                           | 22                           | 10                           | 33                           | —                            | 22                           | 14                           | 4                            |                                      |
| 2017 | Ti Amo - Lanzamiento: 9 de junio de 2017 - Discográfica: Glassnote, Loyauté                                                  | 24                           | 36                           | 50                           | 69                           | 59                           | 53                           | 30                           | 74                           | —                            | —                            | 28                           | 83                           | 42                           |                                      |
| 2022 | Alpha Zulu - Lanzamiento: 4 de noviembre de 2022 - Discográfica: Glassnote                                                   | —                            | —                            | —                            | —                            | —                            | —                            | —                            | —                            | —                            | —                            | —                            | —                            | —                            |                                      |

Referencia de discografía

### Álbumes en vivo
| Año  | Detalles                                                                                             |
| ---- | --- |
| 2004 | Live! Thirty Days Ago - Lanzamiento: 8 de noviembre de 2004 - Discográfica: EMI, Source, Astralwerks |

### Sencillos
| Año  | Título                     | Mejor posición en listas | Mejor posición en listas | Mejor posición en listas | Mejor posición en listas | Mejor posición en listas | Mejor posición en listas | Mejor posición en listas | Mejor posición en listas | Mejor posición en listas | Certificaciones  | Álbum                     |
| Año  | Título                     | FRA                      | BEL (Val)                | ITA                      | HOL                      | SUI                      | UK                       | EE. UU                   | EE.UU Rock               | EE.UU Alt.               | Certificaciones  | Álbum                     |
| ---- | -------------------------- | ------------------------ | ------------------------ | ------------------------ | ------------------------ | ------------------------ | ------------------------ | ------------------------ | ------------------------ | ------------------------ | ---------------- | ------------------------- |
| 1999 | "Party Time"               | —                        | —                        | —                        | —                        | —                        | —                        | —                        | —                        | —                        |                  | United                    |
| 1999 | "Heatwave"                 | —                        | —                        | —                        | —                        | —                        | —                        | —                        | —                        | —                        |                  | Sencillo sin álbum        |
| 2000 | "Too Young"                | 97                       | —                        | —                        | —                        | —                        | 148                      | —                        | —                        | —                        |                  | United                    |
| 2001 | "If I Ever Feel Better"    | 12                       | 8                        | 4                        | 67                       | 23                       | 65                       | —                        | —                        |                          |                  | United                    |
| 2004 | "Everything Is Everything" | —                        | —                        | —                        | 91                       | —                        | 74                       | —                        | —                        | —                        |                  | Alphabetical              |
| 2004 | "Run Run Run"              | —                        | —                        | —                        | —                        | —                        | 66                       | —                        | —                        | —                        |                  | Alphabetical              |
| 2006 | "Long Distance Call"       | —                        | —                        | —                        | —                        | —                        | —                        | —                        | —                        | —                        |                  | It's Never Been Like That |
| 2006 | "Consolation Prizes"       | —                        | —                        | —                        | —                        | —                        | —                        | —                        | —                        | —                        |                  | It's Never Been Like That |
| 2009 | "1901"                     | —                        | —                        | —                        | —                        | —                        | —                        | 84                       | 3                        | 1                        | - EE.UU: Platino | Wolfgang Amadeus Phoenix  |
| 2009 | "Lisztomania"              | —                        | 56                       | —                        | —                        | —                        | —                        | 111                      | 5                        | 4                        | - EE. UU: Oro    | Wolfgang Amadeus Phoenix  |
| 2010 | "Lasso"                    | —                        | —                        | —                        | —                        | —                        | —                        | —                        | —                        | 31                       |                  | Wolfgang Amadeus Phoenix  |
| 2013 | "Entertainment"            | 43                       | 79                       | —                        | —                        | —                        | 177                      | —                        | 22                       | 11                       |                  | Bankrupt!                 |
| 2013 | "Trying to Be Cool"        | —                        | —                        | —                        | —                        | —                        | —                        | —                        | —                        | 17                       |                  | Bankrupt!                 |
| 2017 | "Ti amo"                   | —                        | —                        | —                        | —                        | —                        | —                        | —                        | —                        | —                        |                  | Ti Amo                    |
| 2017 | "J-Boy & Goodbye Soleil"   | —                        | —                        | —                        | —                        | —                        | —                        | —                        | —                        | —                        |                  | Ti Amo                    |

## Videos musicales
- "Too Young" dirigido por Steven Hanft.
- "If I Ever Feel Better" dirigido por Alex & Martin.
- "Funky Squaredance" dirigido por Roman Coppola.
- "Run Run Run" dirigido por Mathieu Tonetti.
- "Long Distance Call" dirigido por Roman Coppola.
- "Consolation Prizes" dirigido por Daniel Askill.
- "1901" dirigido por Bogstandard (Ben Strebel & Dylan Byrne).
- "Lisztomania" dirigido por Antoine Wagner.
- "Entertainment" dirigido por Patrick Daughters.
- "Trying To Be Cool" dirigido por CANADA.
- "Chloroform" dirigida por Sofia Coppola